# 2024年花蓮地震
2024年花蓮地震（又稱為403花東大地震）發生於當地時間4月3日上午7時58分09秒，震央位於台灣花蓮縣壽豐鄉，芮氏規模7.1，震源深度為19.7公里，並在花蓮縣秀林鄉和平村觀測到中央氣象署地震分級中最大震度6強的地震和麥卡利震度分級中的8（VIII）度，持續搖晃共大約98秒，期間臺灣全島都感受到明顯搖晃。這場地震肇因於嶺頂斷層的錯動，另有學者認為，這次地震可能是由嶺頂斷層與米崙斷層同時活動所引起。
地震期間，全台共發佈2則國家級警報，分別為上午7時58分18秒及24秒。截至2024年4月25日下午，該次地震在全台造成18人罹難、1,155人受傷、37人留置及3人失聯，另有多棟房屋倒塌或半倒，許多道路、橋梁、維生管線、學校等基礎設施受到不同程度的損毀，其中又以臺灣東部的災情最為嚴重。另外，因地震發生時適逢通勤尖峰時段，臺鐵北迴線、高鐵以及各捷運系統一度全面停駛，後續多家客運業者啟動臨時接駁疏運通勤人潮。中橫公路及蘇花公路、蘇花改均受地震影響而封閉。
過去50年間臺灣共發生7次規模達7.0以上的地震，最近一次規模7.0以上的地震為2006年恆春地震，而本次地震則是繼921大地震之後台灣規模最大的地震，也是當地百年以來首次發生大規模的強烈地震，中央氣象署亦發布海嘯警報。

## 地震分析

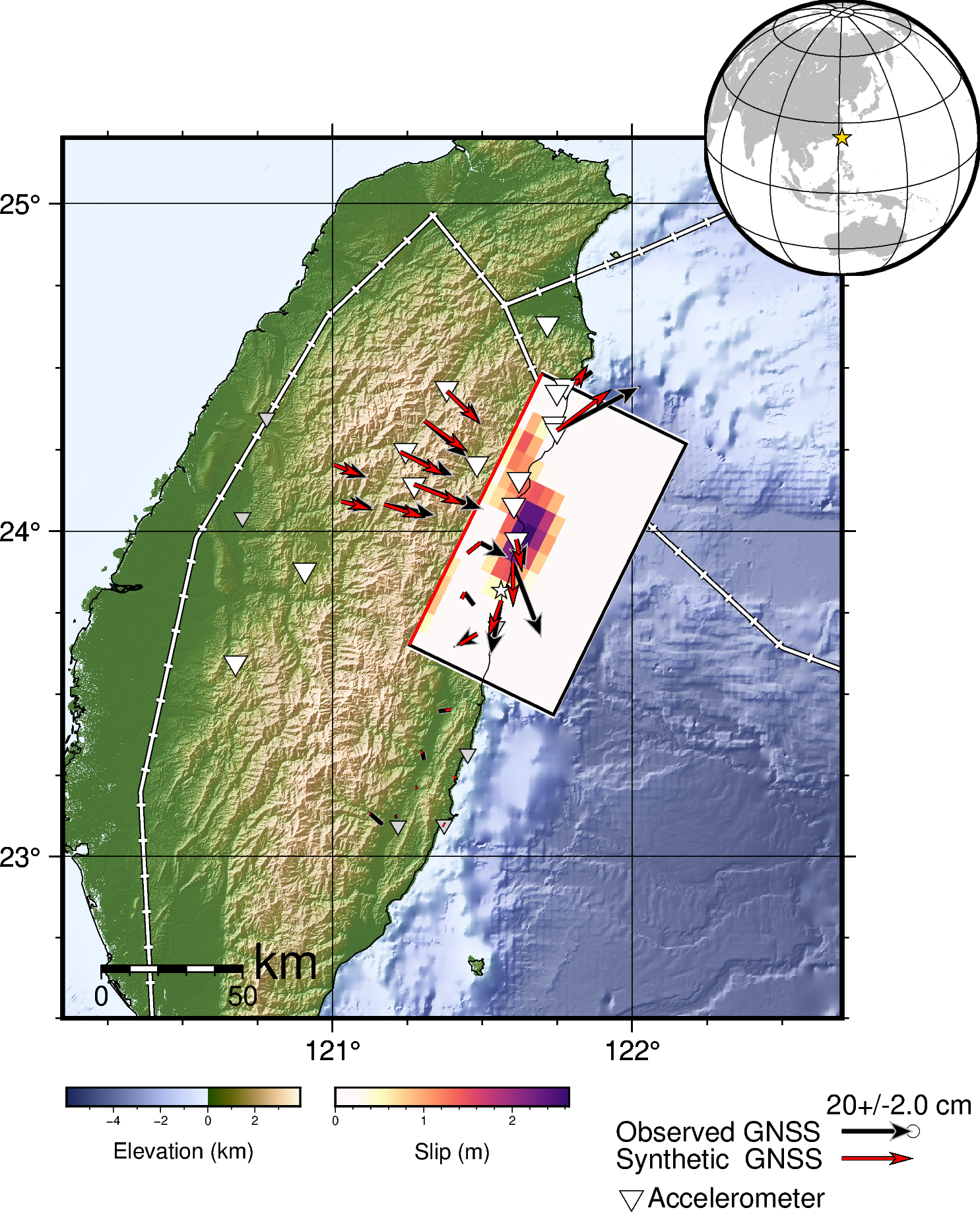
USGS生成的斷層位移地表投影

### 構造背景
台灣本島處在菲律宾海板块与歐亞大陸板塊的下属板块——華南板塊的交界處。在台灣南邊，巽他板块以17mm/yr的速度隱沒入菲律宾海板块，形成了一个隐没带，即马尼拉海沟。而在台湾北边，欧亚板块则以21-63mm/yr的速度隱沒入菲律宾海板块，形成长130公里，宽度20~30公里的固着域。
台湾位于两大隱沒带之交汇处。两个大洋板块正以近90度倾角相互擠壓，进入地幔。其收敛速度约为71mm/yr，系统速度几乎是著名的圣安德烈亚斯断层的两倍多。两條隱沒带適於台湾交會，其他断层如何适应菲律宾海板块和欧亚板块之间的相对运动，皆极其复杂。在板块交界处，形成了增生楔，进而在海底火山的作用下，形成南北方向，横贯台湾岛的数条山脉，其中就包括了海岸山脉与中央山脉等5条山脉。台湾本岛基本上位於地质碰撞和隆升的区域。台湾共有33条活动断层。另有4条存疑性断层未列入编號。
國立自然科學博物館的地質學家鍾令和等人将纵谷断层分为北、中、南三段。1951年末曾连续发生过发生过MW 7.5、MW 7.2与MW 7.3、MW 7.8一系列地震。从此以后，北段与中段罕有大型地震；南端却地震频发，地表滑动速率为30 mm/yr。故认为北段、中段闭锁程度较高，通常以大型地震的方式释放能量。而在李海艳等人更进一步的研究中，他们认为纵谷断层南段、中段和北段至2016年所累积的矩能量分别等价MW 7.0、MW 7.4地震；若发生级联破裂，整个断层至2016年所累积的矩能量等价MW 7.5地震

### 专家意见
中華民國中央氣象署在地震後隨即召開記者會，表示這起是菲律賓海板塊往北傾斜壓迫所致，故未來3至5日內不排除會有規模6以上的餘震。中央氣象署地震測報中心主任吳健富在記者會上解釋這場地震是極淺層地震，因此全台灣都有感。在中国大陆，福建、广东、浙江、上海、安徽等地亦有感受到地震。日本氣象廳則在記者會指出，此次地震與2024年能登半島地震同屬「逆斷層型」地震。韓國氣象廳表示，此次地震所發生在的斷層屬東北—西南方向，預估能量的釋放會朝着垂直於斷層的方向（即南—東南方向）傳播。
根据中国地震局地球物理研究所的报告，震源机制解顯示这次地震为东北—西南走向断层引发的逆冲型地震，呈现双侧破裂，破裂持续时间不超过35秒，主要破裂长度约50千米。根据哨兵1号卫星的合成孔径雷达成像几何参数分别计算了升、降轨InSAR地表形变干涉图，此次地震引起了显著的地表同震位移，最大水平向位移达到0.52米、垂直向位移达到1.18米。而根据美国地质调查局提供的有限断层破裂分布模型反演，断层破裂大小为60千米{\displaystyle \times }60千米，最大位移距离为1.2471米。經濟部地質調查及礦業管理中心發言人邵屏華初步研判，此次地震使位於海底的菲律賓海板塊出現破裂。
國立臺灣大學地質系名譽教授陳文山表示，此次發生在縱谷斷層北段上面，可能會牽動旁邊的中央山脈斷層系統，進而引發其他地震，但很難說會引發多大的強震。前中央氣象局地震中心主任郭鎧紋指出，以研究來看花東縱谷東西兩側能量釋放必須維持平衡，中央研究院認為2022年台東地震是由中央山脈斷層系統造成，並發生在花東縱谷海岸山脈西側，且在2022年發生幾次規模6以上的地震，但反而在東側很少，因此此次地震很可能是被中央山脈地震所引發的。國立中央大學應用地質研究所李錫堤教授認為，此次地震的震央很靠近陸地，因此和台灣東部更遠端的海溝並無關係。國立臺灣大學地質科學系副教授王昱指出，從目前相關資料綜合判斷，此次地震發生的原因是海岸山脈下的一條斷層破裂導致，並可能延伸到海岸山脈外海，但和米崙斷層無關，這條斷層帶估計長約45公里以上，從花蓮壽豐鹽寮村附近外海往北，延伸到花蓮和平村外海一帶，地下主要斷層破裂則集中在花蓮市到立霧溪以北的區域，地震專家潘昌志亦稱「在這邊錯動的時候其實它比較容易，造成台灣本島的部分會有一些抬升，也可能會產生一些海嘯。」
中央研究院地球科學研究所特聘研究員馬國鳳則表示，此次地震應與琉球海溝碰撞有關，由於琉球隱沒帶1920年曾發生規模8地震，在能量釋放上有差異，不排除還會有大地震發生。東京大學地震研究所準教授石山達表示因此次地震有誘發海嘯，海底很有可能發生地殼變動。中央研究院地球科學研究所副研究員黃信樺則指出，若此次地震發生在中央山脈斷層，前一次是2022年台東地震，後續再有大規模地震的機率低；若發生在縱谷斷層，前一次是2003年臺東成功地震，則須關注後續是否會有中大型地震發生，但因此次地震的餘震都是往北發生，需要觀察是否會一直延伸到琉球海溝一帶，不排除有觸發琉球海溝地震的可能。國立臺灣師範大學地球科學系系主任陳卉瑄亦認為規模七以上的地震可能會觸發鄰近斷層的活動，指出「其實不是同一個斷層上面的餘震活動而已，而是不同斷層系統，它可能本來要等個十年才會發生的，可是因為這個規模七的地震，它可能更快就達到它發生地震的門檻，它被加快了，我們就說這是觸發。不管是島內的、在琉球隱沒帶上的地震被觸發的機會，確實都會因為這個規模7的地震而提高。」

### 事後調查
國立中央大學的研究人員在此次地震發生後的翌日，搭乘漁船出海在震央周圍布設6顆可攜式海底地震儀，盡量回收餘震資料進行分析。國立中山大學海洋科學院籌組跨領域團隊，搭乘新海研3號前往花蓮外海進行水下探勘，首次在水層中發現巨厚的霧濁層，也探測到多處海底山崩造成的底質擾動，並成功採集回現場海水樣本以利後續分析。經濟部地質調查及礦業管理中心則在地震發生後持續監測龜山島及陽明山的火山活動，以觀測地震會否觸發異常的火山活動。經濟部地質調查及礦業管理中心經過地質調查、數據資料比對，初步發現主餘震發生的位置還有地表抬升的方向，指出此次地震是來自台灣東部海域中的一條斷層，而米崙斷層和嶺頂斷層沒有地表破裂而被排除；國立中央大學環境研究中心表示布設6顆可攜式海底地震儀因儀器故障以失敗做收，但推測造成地震的斷層與大港口海底斷層高度吻合，但須進一步的科學驗證。

## 参数测定

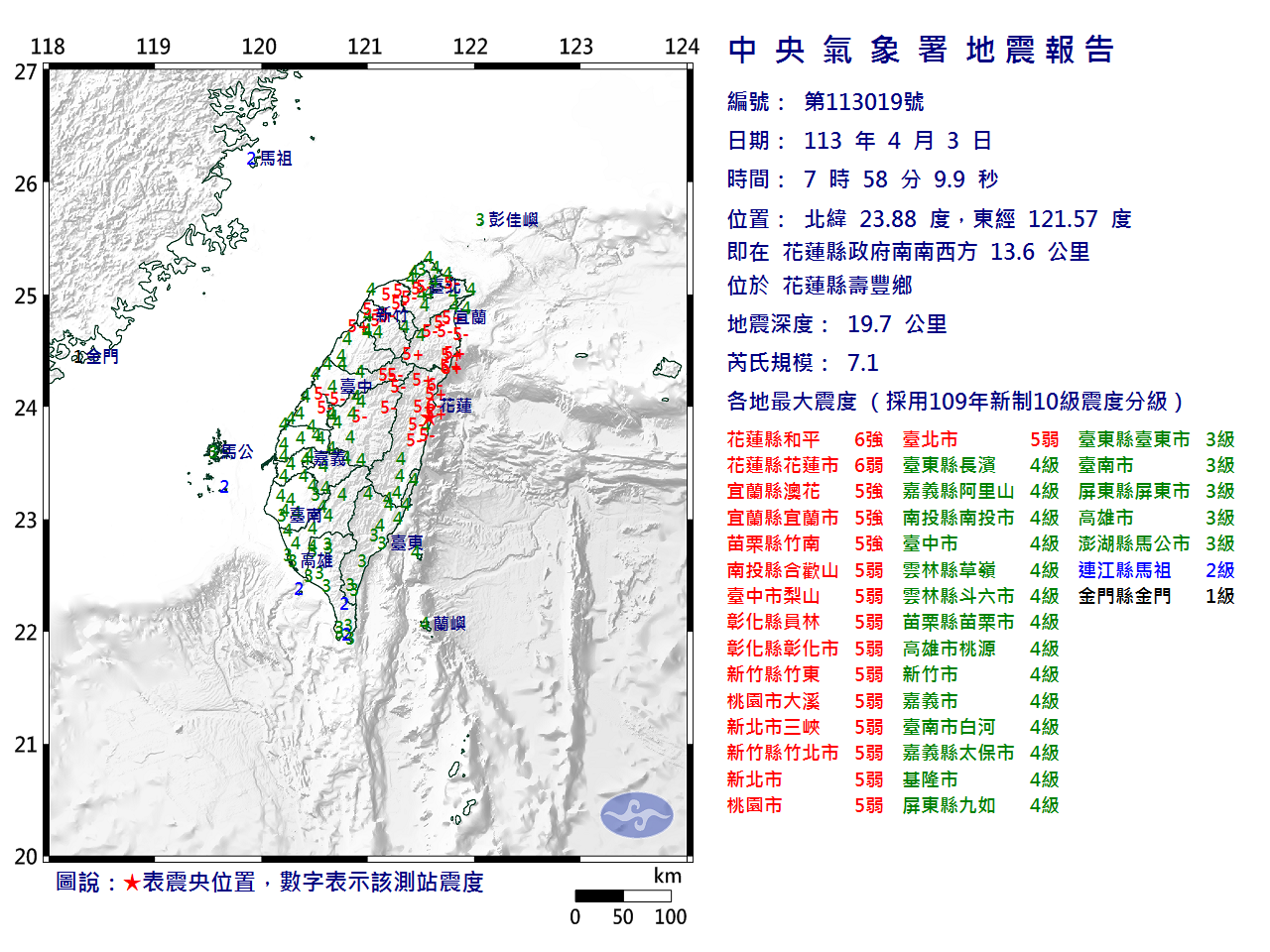
中華民國交通部中央氣象署第019號顯著有感地震正式測定報告

### 主震
中華民國交通部中央氣象署測定本次地震發生於2024年4月3日上午7時58分09秒，震央位於北纬23.88度、东经121.57度，芮氏規模達到ML 7.1，震源深度19.7公里，花蓮縣秀林鄉和平测得本次地震最大烈度为6強。隨後在8時11分及10時14分觀測到芮氏規模超過6的餘震。截至4月4日上午10時01分，中央氣象署已觀測到327起芮氏規模超過3的餘震。北臺灣有很多民眾表示在此次地震搖晃感受相當強烈，前交通部中央氣象局局長辛在勤對此表示，台北盆地因盆地效應震度會較周遭大一級，以上是以地平面為主。交通部中央氣象署原先測定芮氏規模為7.2，震源深度22.5 公里，經由第二次人工定位確認後，在2025年2月1日將芮氏規模修正為7.1。

中国地震台网正式测定，本次地震发生于北緯23.81度、東經121.74度，地震规模为MS 7.3级，震源深度约12千米。福建省地震局评估本次地震最大烈度为中国地震烈度表9度。其中，花莲县花莲市、寿丰乡、丰滨乡最大仪器烈度达到中国地震烈度表8度。花莲县秀林乡、玉里镇、瑞穗乡、吉安乡、凤林镇、光复乡、新城乡、万荣乡以及台东县长滨乡最大仪器烈度达中国地震烈度表7度。
中国大陆境内达到中国地震烈度表5度以上的地区為福州罗源县碧里乡，部分地区观测到中国地震烈度表4度的地震动。在中國大陆，地震震感在上海、蘇州、深圳、廣州、汕頭以及福建、浙江和江蘇省的部分地區感受到。香港也有震感，香港天文台測定，本次地震的規模為ML 7.3級，震央位於北緯23.86度、東經121.66度，並接獲過百名市民報告有震感並維持數秒，當地測得麥加利地震烈度3度。澳門地球物理氣象局測定，本次地震的規模為7.4，震央位於北緯23.82度、東經121.56度，並接獲1名市民報告有震感。
日本氣象廳测定，本次地震的一開始測定规模为Mj 7.5，後續確定上修至Mj 7.7，震中位于北纬23度8分、东经121度7分，冲绳县与那国町的一处地震观测点观测到震度4度。韓國氣象廳測定，本次地震的規模為7.2級，震央位於北緯23.77度、東經121.67度，震源深度16公里。美國地質調查局同日测定，本次地震发生于花莲西南偏南约18千米，地震规模为MW 7.4级，震源深度约34.8 千米。

### 餘震
國立臺灣大學地質科學系教授吳逸民就此次地震的餘震進行分析，表示餘震的分佈是從花蓮南外海的震央往北送，這是因震央自斷層帶向東傾斜所造成。美國南加州大学南加州地震中心教授酈永剛分析，其最大規模6.5的餘震力度不亞於主震，但引發海嘯機率不大，此次花蓮地震震央定位在內陸，過去多數在外海，因此這次震感強烈，兩者雖然震級有差，但是因為深度距離差，導致兩個地震在地面產生震動幅度接近。截至4日下午近4時，此次地震後的餘震達386起，中央氣象署地震測報中心主任吳健富對此表示，屬於正常能量釋放，但也朝向正常地震序列發展，超越主震規模的機率不高。
交通部中央氣象署地震測報中心統計，截至12月26日，主震加上餘震已達1783起，規模5以上達693起。交通部中央氣象署地震測報中心主任吳健富於同日17時40分說明當日發生的地震皆為4月3日地震後的餘震，屬於正常能量釋放。國立中央大學應用地質研究所李錫堤教授表示大型地震後的餘震，前幾天一定最多，趨緩後難免每日會有隨機跳動，但包括21日的規模5.6地震在內，頻率的跳動確實「有點異常」，還有待後續更長時間的觀察。前中央氣象局地震中心主任郭鎧紋指出，包括21日的規模5.6地震在內，震央出現在南邊，陸續的餘震大多位於台東縱谷海岸山脈下方，「有往南、平移往陸地移動的跡象，這種情況確實比較罕見」，並以1951年縱谷地震系列舉例稱「這種往南走的地震要特別小心」。交通部中央氣象署地震測報中心主任吳健富就23日清晨發生的規模6.3及6.0兩起餘震說明，指22日下午5時開始發生的一系列較大地震，位置都在4月3日花蓮地震震央的南邊，研判同樣為餘震序列，因北邊能量釋放完畢，應力調整換相對釋放少的南邊開始釋放，由於南邊短期內較少釋放且還沒到穩定狀況，因此一次可能以較大規模形式釋放，基於921大地震的歷史經驗，餘震發生至少會持續半年到一年。氣象主播林嘉愷則稱陸地的餘震沒有沿海主震大，餘震不會往中台灣移動。國立臺灣大學地質系名譽教授陳文山指出，「主震後20天來的餘震都發生在花蓮市或花蓮市以北，反而在震央豐濱這個區域沒有地震，這是很奇怪的。」日本東京大學地震研究所名譽教授笠原順三認為，台灣與日本最近的地震是被彼此所影響，而且與身處在同一塊菲律賓板塊有關。國立中央大學地球物理研究所教授顏宏元表示，餘震從北邊破完之後，原應往西邊的能量被卡住，在應力均衡情況下，西邊力量從22日下半日至23日開始破裂，以很多次地震，用規模5至6地震釋放掉。
中央氣象署地震測報中心研究員蒲新杰指出，此次地震的餘震序列跟921大地震的餘震趨勢有點像，每天地震數量逐步減少，但是有時將會是餘震活躍期，預估餘震至少要持續3到6個月，蒲新杰亦表示，仍可能發生規模6以上的餘震，以及觸發其他地震活動的可能性。國立臺灣大學地質系名譽教授陳文山再次進行地震序列分析，指餘震沿縱谷斷層系統的北段的嶺頂斷層南北方向來回移動，並指嶺頂斷層可能已釋放了大部分能量，餘震系列仍然在主震破裂面上調整應力，因此在短期內可能還會持續發生地震進行調整，但對整體縱谷斷層系統的應力分佈影響仍待觀測與研究。
截至11月7日，此次地震所造成的餘震達1700多起，交通部中央氣象署地震測報中心主任吳健富認為餘震延續時間「超出預期」，因此推估台灣不排除進入地震好發時代。

### 海嘯

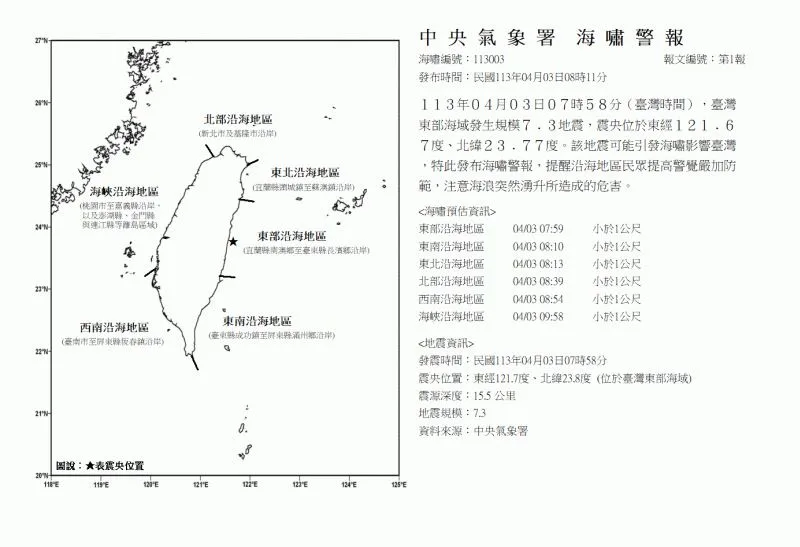
中央氣象署於當日08時11分針對各沿海地區發布海嘯警報

交通部中央氣象署在地震發生後對臺澎金馬沿海地區發布海嘯警報，並針對各沿海鄉鎮市區發布災防告警細胞廣播訊息。宜蘭縣頭城鎮烏石在當地時間9時12分測得海嘯最大波高82公分，隨後中央氣象署在當地時間11時10分解除海嘯警報。
根據日本NHK報導，因該起地震所引發的海嘯已於當地時間9時許抵達與那國島、石垣島等地。與那國島久部良地區和宮古島平良地區分別在當地時間9時18分和10時50分測得海嘯最大波高30公分。日本氣象廳對沖繩縣宮古島、八重山地区及冲绳本岛地区發出海啸警報，並撤離當地居民。其后于上午9時40分降为海啸注意警報，并于当日正午时段解除警报。

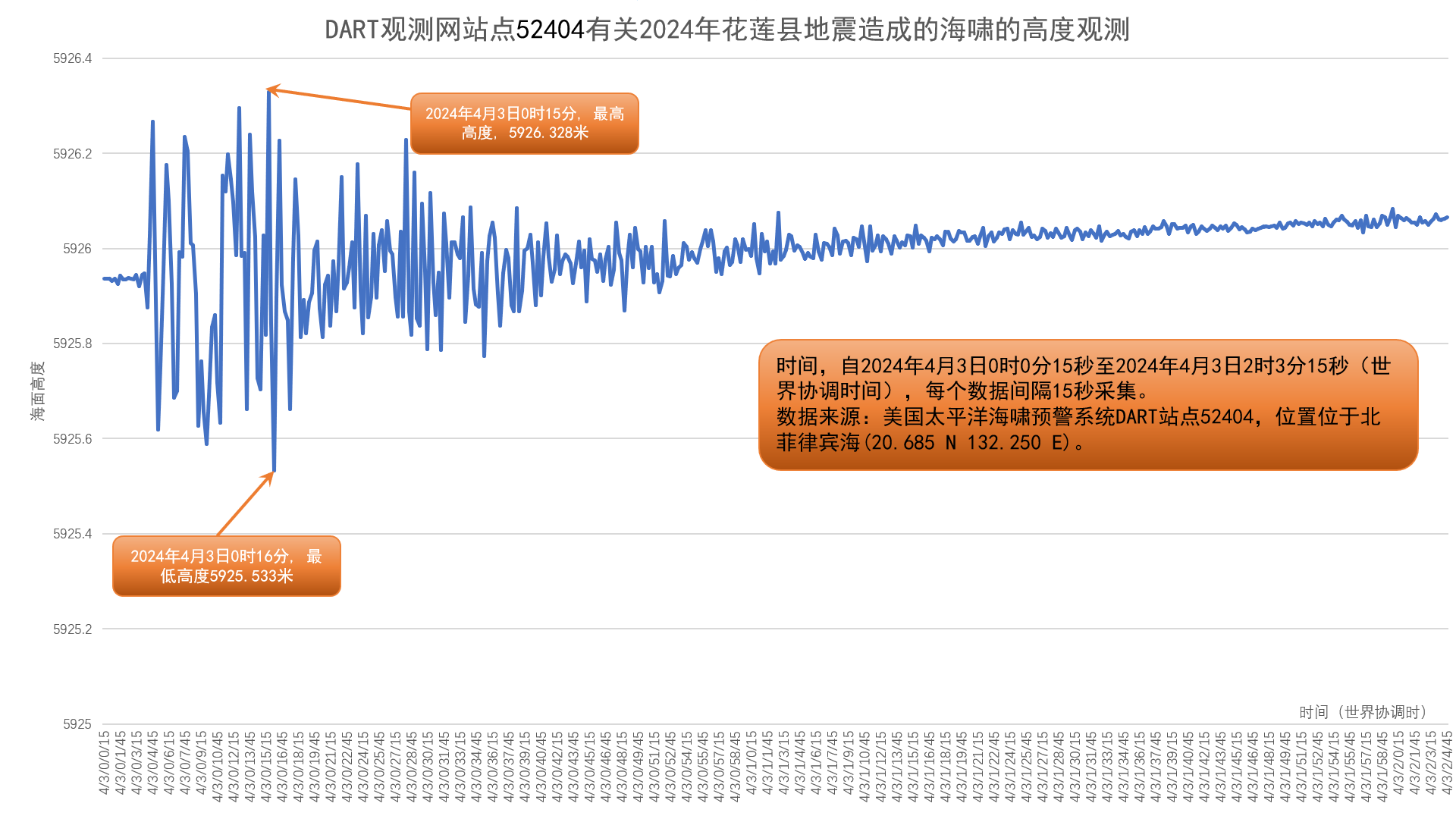
海啸的深海评估和报告（DART）站点52404的海面高度数据

菲律賓火山暨地震研究所在當地時間8時17分對巴丹群島、卡加煙省、北伊羅戈省和伊莎貝拉省發布海嘯警報。菲律賓政府也強烈建議沿海23個省份盡速撤離。
美國太平洋海嘯預警中心在地震发生后17分钟发布国际海啸预警，认为台湾岛与中国大陆东南海岸最大海啸高度为1米至3米；日本海岸最大海啸高度为0.3米至1米。同时认为在地震发生后1分钟，海啸就已经到达花莲海岸。并在北菲律賓海測得39.2公分的波高。并在世界协调时1时58分解除海啸警报，宣布在花蓮沿岸的最大海啸高度为1米，并表示是今次地震最后一个海啸报告。

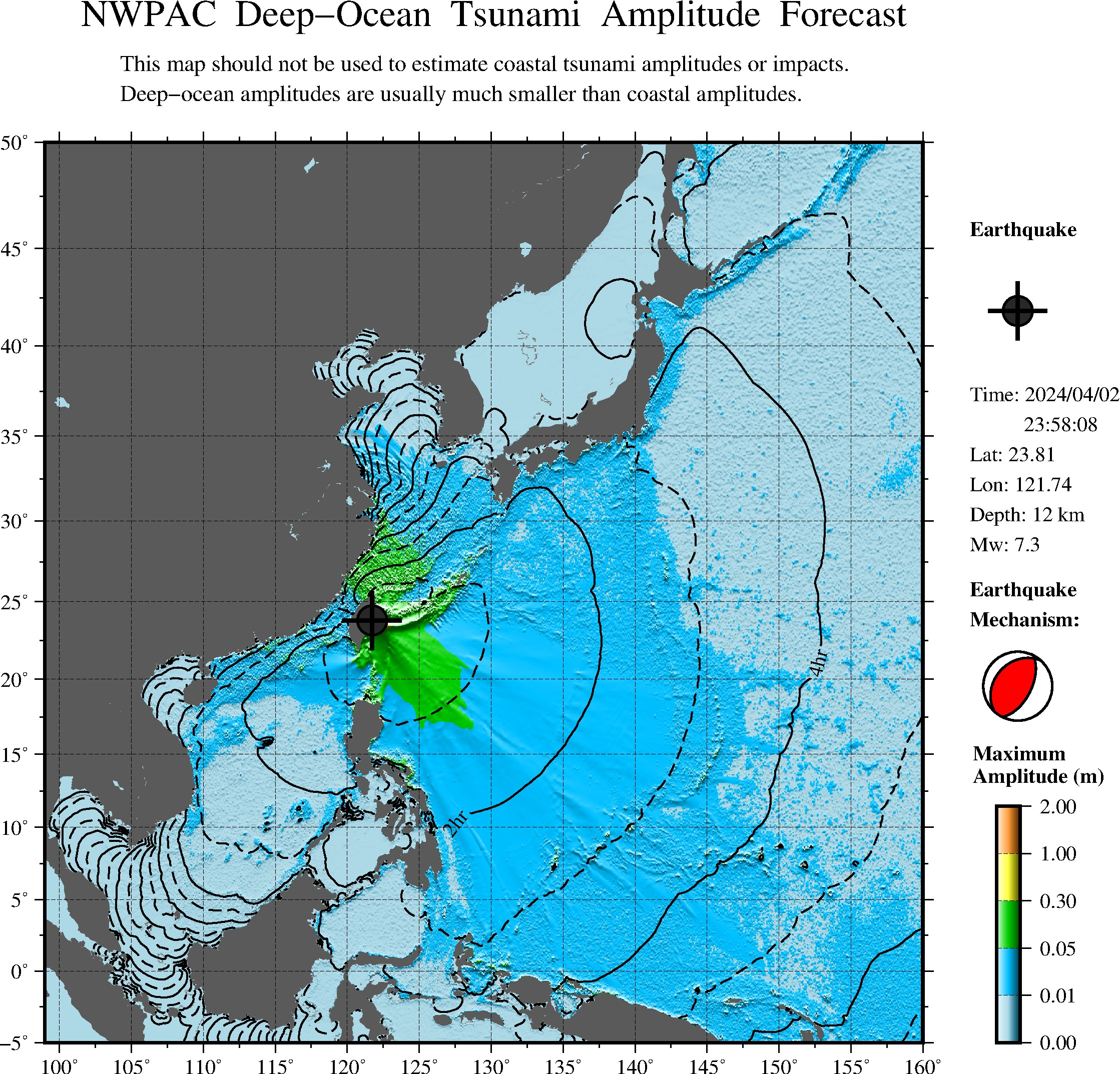
中华人民共和国自然资源部海啸预警中心于地震当日10时17分预测的本次地震最大海啸波幅及影响范围。

中华人民共和国自然資源部海嘯預警中心在当日8时12分針對此地震向台湾花莲沿岸發布海嘯红色警報（Ⅰ级），向台东北沿岸发布海嘯橙色警報（Ⅱ级），向屏东西、宜兰、台东南、屏东东、台北东发布海嘯黄色警報（Ⅲ级），并预计从辽东半岛至北部湾的中國大陸全部沿岸海域都可能出现0.3米以下的海啸波幅。8时52分，该中心将花莲沿岸的警报级别降为海嘯橙色警報（Ⅱ级），维持宜兰、台东北沿岸的警报级别为黄色，并解除其余区域的海啸警报。其后于10时51分左右解除全部警报，并表示于当日上午8时08分在花莲地区监测到最高105厘米的海啸波幅。不過根據臺灣中央氣象署資料，花蓮地區所偵測到的海嘯最大波幅僅有當地時間8時30分所測得的27公分。
香港天文台於上午11時10分發出海嘯報告，預計海嘯於正午12時至下午1時到達香港，最多只會比正常潮水高度高出0.1米左右，預料對香港影響不大。天文台於下午2時表示，觀測到在下午1時左右在石壁附近出現約7厘米的水位異常，估計是由海嘯所引起，海嘯已經減弱，並表示是今次最後一個海嘯報告。

## 災情與應變
花蓮縣為主要受災區域，新北市、台北市、臺中市、雲林縣、南投縣、臺南市等地亦有災情傳出，其中，花蓮縣政府因應地震的災情宣布4月3日停班停課。其後，花蓮縣政府於4月23日因劇烈餘震發生再次宣布停班停課。花蓮縣政府事後向行政院公共工程委員會提報共52案復建計畫，總經費計新台幣15億9566萬餘元。農業部與花蓮縣政府溝通後，預計執行10項公共設施復原重建工作、5項災損救助修復、8項經營困難支持及2項消費買氣帶動工作，投入經費達14億1830萬元。行政院於5月2日通過「0403震災復原重建方案」，整合中央及地方的資源，經費來源包括中央特種基金、前瞻預算、疫後特別預算、中央特別統籌分配稅款、中央災準金、中央二備金、地方災準金及賑災基金會民間善款等，合計總經費285.5億元。

### 地貌變化
宜蘭縣外海的龜山島在地震發生後有小部分崩落。中央災害應變中心分析福爾摩沙衛星五號回傳影像，認為花蓮山區部分河川上游疑似崩塌，且存在大片揚塵。福爾摩沙協會和多羅滿賞鯨業者發起志工團，5日上午從花蓮港出海，沿台九線向北，用海上視角拍攝地震後的蘇花路況，其影像資訊提供給公部門使用，協助相關單位加快排除陸地上的坍塌和落石等路況。
內政部國土測繪中心計算震央附近基準站地震前後資料，發現水平最大位移量發生在東管處站，測得位移22.2公分，而垂直隆起最多的是花蓮站，測得位移45.1公分。
農業部林業及自然保育署花蓮分署在震後發現花蓮縣秀林鄉木瓜溪上游形成堰塞湖，隨即成立應變小組並通報相關單位啟動防災應變機制，該河段下游需保全的對象為台電木瓜壩、台電瀧澗電廠與銅門村聚落。經衛星畫面觀測，該河段溪床在14日便已有0.3公頃面積深潭，並於17日擴大到阻斷河流變成堰塞湖，而堰塞湖面積大約有5.6公頃，壩高30公尺迴水長度約700公尺，蓄積水量43萬立方公尺。農業部農村發展及水土保持署於4月30日公布此次地震所引發的山區新生崩塌情況，指出共導致1391處新生崩塌，面積達943.76公頃，其中有444處位於24條土石流潛勢溪流集水區內，另有62處鄰近鐵、公路，可能對交通造成威脅。

### 建築物
東臺灣方面，位於花蓮縣花蓮市北濱街的一棟三層樓民宅，其一樓完全塌陷，附近另有兩棟民宅皆被判定為半倒及傾斜。最嚴重的則是在軒轅路、中山路口的天王星大樓，於8時11分的餘震發生後，整棟向中山路與重慶路口倒塌傾斜，導致多人受困於大樓內，最後造成1人死亡、4人受傷。天王星大樓於傾側次日搜救完畢後，又過一日開始進行拆除作業，縣長和議員到達現場勘查，並將大樓水泥樣本交由相關單位檢驗倒塌原因。另外，明禮路7號附近的統帥大樓在震後傾斜，外牆受損嚴重，現場瀰漫濃厚瓦斯味，警消趕抵現場後緊急疏散120戶住戶，後更因4月23日凌晨發生的餘震導致塌陷。花蓮港碼頭則是出現陷落和凸起的狀況，船隻碰撞堤防、油管破裂、碼頭破裂等，港區宣布停止作業。位於吉安鄉的16層山海觀大樓1至10樓外牆嚴重龜裂出現X形裂縫，大樓輕微傾斜。
北臺灣方面，一棟位於基隆市中正區義一路、信四路口，列為危樓的老屋因受波及而導致結構塌落，基隆市政府後於上午10時左右動用機具進行拆除作業。在台北市，中山區大直街94巷一棟興建中的大樓工地，天車被搖至斷裂，信義區基隆路一處新建中的大樓，因地震導致工地鋼筋從高處砸落，先是砸到隔壁住戶後墜至地面，無人受傷，大安區的SOGO百貨敦化店門口大片玻璃碎裂。在新北市，中和區的一間塑膠工廠屋頂大面積崩塌，新店區的頂好社區地基下陷，造成位於安泰路的8棟民宅與2輛汽車滑落，13人撤離、無人受傷，位於土城區延和路203號的華廈大樓因鋼筋外露、結構扭曲緊急疏散住戶。桃園市大溪區私人三元市場因結構嚴重受損而列為紅單危樓。

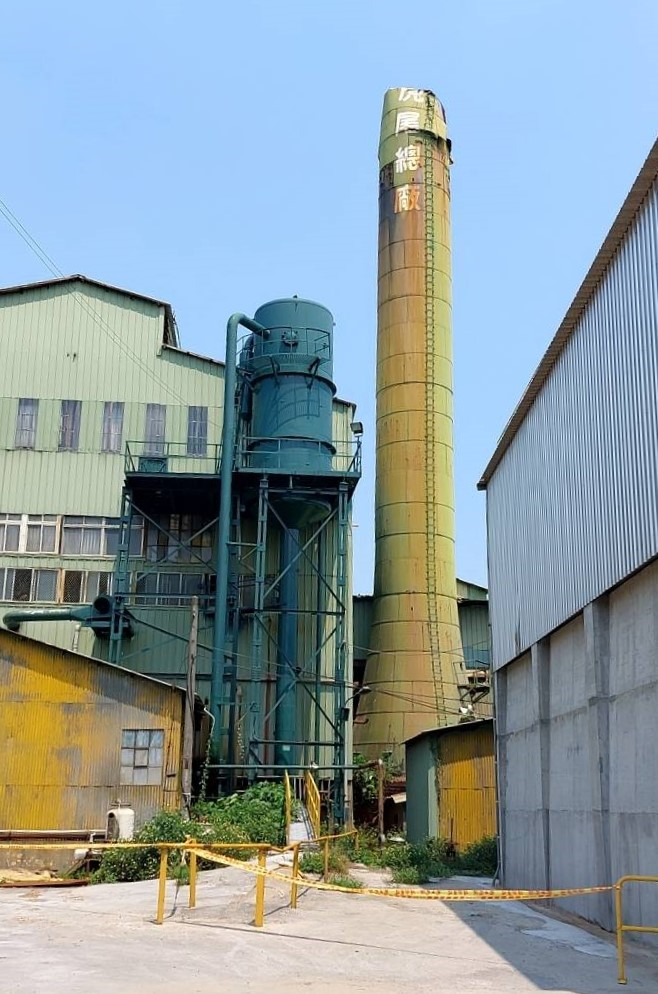
虎尾糖廠停用煙囪遭震毀

中臺灣方面，位於雲林縣虎尾鎮的台糖虎尾總廠老煙囪受到地震影響而斷裂，所幸無人傷亡。南臺灣方面，臺南市後壁區長短樹里下長53之2號一處無人居住房屋倒塌，在鹽水區的鹽水武廟，其裝飾物因地震而砸落下來，無人受傷。位於高雄市鳳山區東門里的廢棄市場坍塌，無人員傷亡。
在各級學校方面，據教育部統計，全台共有1,080所學校回報受災，當中以花蓮女中最為嚴重，該校綜合大樓在地震後多處柱體龜裂、鋼筋裸露而成為危樓，無人傷亡。國立東華大學理工一館四樓實驗室在地震後發生火警，導致火勢延燒20多小時，D棟付之一炬，校方指出是「複合型災害」參雜化學物質，師生長期累積的實驗成果全數付之一炬。台北市景美女中勵學樓因鋼筋裸露、教室吊燈掉落等狀況，三年級學生停課一天，連假後改線上授課。臺北市民族實驗國民中學、新竹縣私立義民高級中學皆發生教室天花板掉落事件，義民高中有一名學生因此受傷送醫，該校宣布當日停課。

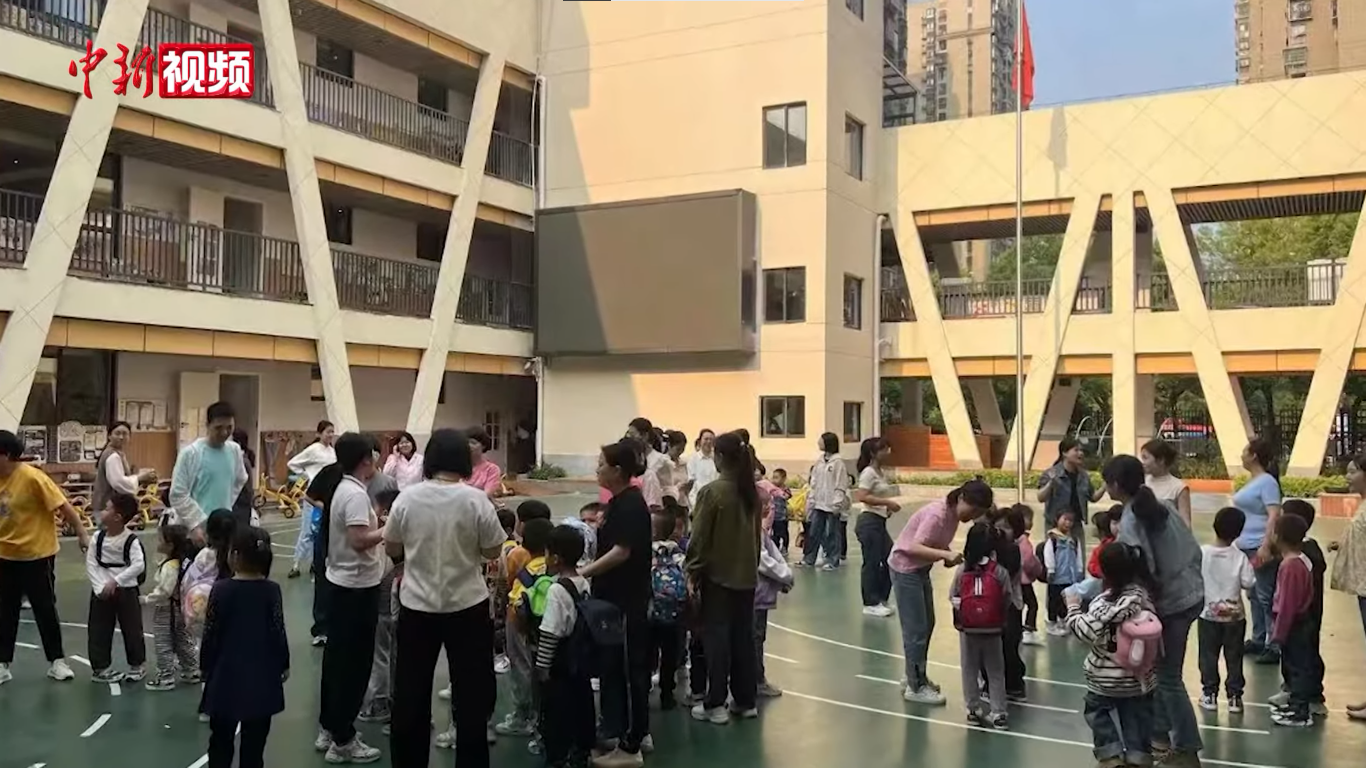
地震发生后，福建省福州市一学校疏散学生

此次地震亦造成台灣多處建築物天花板墜落，宜家家居台中店、威秀影城信義店、遠東百貨竹北店、新竹縣竹北市立圖書館、台北流行音樂中心文化館皆因此暫停營運一日。台北世界貿易中心一館天花板有一些玻璃掉落。汐止車站、高鐵桃園站則將天花板脫落處隔離處理。桃園國際機場航廈內則發生多處天花板、牆面及灑水頭掉落，出境2名本國籍、入境1名越南籍旅客輕傷。苗栗縣竹南鎮科義街某公司廠房5樓亦有員工因遭天花板掉落而受傷送醫救治。桃園市桃園區一間中華賓士展示中心之天花板塌落，造成多輛展示車被砸中受損。
中國大陸亦有發生建物毀損案件，福建省福州市台江区的元洪锦江小区二期空中天桥出现裂缝，福州市房管局工作人员第一时间赶赴现场，在现场拉起警戒线，采取硬隔离措施，當局表示全市其他建筑还没有发现相关情况。广东省汕头市金平区一住宅楼因地震倾斜加剧，金平区立即启动应急响应，并同应急、住建等部门进行核查和现场勘测。
內政部指出，花蓮縣災後截至4月18日逕予強制拆除之建築物計有9棟，以「0403震後受災戶住宅補貼方案」整合租金補貼、重建(購)住宅貸款利息補貼、修繕住宅貸款利息補貼，總需經費約17億元，將會從住宅基金、財團法人賑災基金會及民間捐款支應。台南市危老重建輔導團則表示，隨著地震頻繁導致民眾無感，諮詢電話並沒有預期多，但多想尋求結構補強而非拆除重建，自2017年開始推動截至23日申請危老重建374案、核定340案，其中以民國5、60年興建的透天厝居多。
各個產險公司在地震發生後，第一時間在花蓮設立地震緊急服務中心，結果10日內僅15戶符合全損理賠資格，其中12保戶來自天王星大樓。截至4月18日為止，財團法人住宅地震保險基金僅確認21戶全損，事實上房屋結構受損18棟，達理賠標準房屋4棟、尚待釐清14棟，可能的受災保戶估計達408戶，曝險保額約6.53億元。

### 交通運輸
台灣各地的捷運系統在地震發生後全線暫停營運，新北捷運環狀線板新站至中原站區間發生橋體疑似錯位分離，後經新北捷運局證實軌道樑柱出現位移，並可能需要長期修復，另外同線的景安站月台亦有列車脫軌。當日晚間，新北捷運宣布環狀線新北產業園區站至板橋站區間部分以單線雙向模式恢復通車，另外也啟動免費接駁公車，於尚未全線恢復前提供服務。4日新北捷運宣布預計4月8日恢復大坪林站至中和站營運，最後於4月7日上午11時恢復通車。至於板橋站至中和站，因有11處鋼樑位移，此段最少需要一年以上才能修復，搶修及測試完成後，於12月12日中午12時恢復全線營運。桃園機場捷運在地震後亦啟動緊急應變小組開設，其行控中心指示全線列車停車，並在確認號誌、軌道、電力系統皆無異常後，陸續恢復營運。但在地震發生兩天後，桃園市副市長蘇俊賓在Facebook上發文透露A18高鐵桃園站至A19桃園體育園區站間一處鋼構箱梁位移兩公分，桃園捷運公司對此回應，地震當天判斷無安全疑慮，減速通過該路段，4日凌晨就調整軌道，列車用時速25公里和及40公里，通過都沒有異常就恢復正常自動駕駛，4日5日兩次檢視都沒有其他異常，而桃園市議員北辰則認為基於機場捷運的安全，議會一定會好好監督這件事。桃園市議會民主進步黨黨團總召林志強亦表示桃園捷運公司巡檢完成的當下就應對外說明，落實市政公開透明，但在其官網沒有隻字片語，倒是蘇俊賓發布於其臉書，非正式市政管道，做法可議。
雙鐵部分，台灣高鐵列車於地震發生當下全線緊急煞車並暫停運行。9時後恢復部分列車營運，另取消9時至13時的所有對號列車共36車次，並於13時前加開全車自由座列車。台鐵方面在地震發生時宜蘭至鳳林間列車暫停行駛，東線對號列車（樹林至台東）停駛中，之後修正東部幹線礁溪至鳳林間暫停行駛，也宣布4月3日全部車票與4月4日起點或終點在花東地區車站車票可全額退費。台鐵董事長杜微稱，台鐵的落石告警系統正常運作，讓402次太魯閣號獲得預警，並未進入落石區。4月4日早上全線恢復行駛，惟崇德車站因地震受損，將先停用並不停車載客。台鐵公司宣佈因應台9線蘇花路廊中斷，台鐵4月4日起增開宜蘭至花蓮區間快車10列次、4月5日增開一班樹林至花蓮列車，台鐵開出二班由花蓮站至和平車站救援物資列車、二班由花蓮站至和平車站運載工程車列車。4月10日晚間餘震造成落石砸落在和平車站南方鐵軌處，導致行經此處的445車次普悠瑪號撞上落石使第一節車廂出軌未翻車，使和平車站至和仁站間雙向停駛至隔日清晨恢復通行。台鐵公司指出，由於該處並非高風險路段，因此不在台鐵設置的落石告警系統內，將優先針對落石段補強柵欄並增設告警系統，但仍需時間會勘。
公路方面，蘇花公路（台9線蘇澳至崇德及台9丁線蘇澳至大清水）及中橫公路（台8線大禹嶺至太魯閣）多處因落石坍方與路面坍塌而全線暫時封閉，大清水至崇德道路處的下清水橋在地震中遭落岩擊毀；蘇花改和平溪橋伸縮縫隆起20公分而封閉維修，其餘路段亦全線進行預防性封閉。6日下午6時，蘇花公路已通車，惟台9線仁水隧道北口至崇德段執行時段管制（4月7日到30日每天放行上午6點到8點、中午12點到下午1點、傍晚5點到7點）。6日中橫公路開放上午10點、下午1點及4點時段從天祥至大禹嶺往西下山，7日起開放上午10點、下午1點及3點時段放行。連江縣政府表示，貨船「新臺馬輪」已完成準備協助蘇花路廊中斷後的海上疏運，交通部航港局則表示，因應蘇花路廊中斷，分別於4日與5日安排貨船「台北快輪」載運民間車輛往返蘇澳港與花蓮港、5日至6日與8日安排輪船「新臺馬輪」載運民間車輛往返蘇澳港與花蓮港。行政院副院長鄭文燦指示航港局此次疏運是緊急疏運，航港局會吸收所有費用。在航空的部分，交通部民用航空局3日緊急協調華信航空與立榮航空各增開一班加班機，疏運災區民眾返鄉；隨後，立榮航空在下午表示，因應花蓮強震導致鐵公路中斷，將加開第二班往返台北-花蓮的航班。除此之外，國道5號頭城端高架橋因地震而讓橋墩、地坪出現裂縫，而高公局頭城段段長表示，兩個支承墊僅混泥土薄層剝落，不影響行車安全。臺灣港務公司基隆港務分公司與蘇花公路改善工程處於地震後啟動橋梁巡檢機制，發現橋體墩柱帽梁上方混凝土止震塊與支承墊塊有破損現象，編號P5橋墩的橋面人行道伸縮縫蓋板向上突起約五公分，結構與安全沒有影響，承攬廠商已啟動保固作業，預計四月中旬完成修復。
日本方面，由於地震後日本氣象廳對沖繩縣發布海嘯警報，那霸機場一度暫停所有航班起降，直至海嘯警報解除後，日本時間上午10時53分才恢復營運。新石垣機場和宮古機場也有多班航班被取消或轉降他處。另外，在海嘯警報發布期間，部分連接沖繩縣各島嶼的渡輪航班被取消，也造成沖繩自動車道自許田IC至那霸IC全線路段一度封閉。
中國大陸方面，由於广东省汕头、福建省福州、厦门等地震感强烈，甚至在上海市、浙江省、江苏省、江西省、安徽省等地有震感，中国铁路南昌局集团管内福建省内和江西部分铁路线路，中国铁路上海局集团及中国铁路广州局集团管內部分线路临时封锁，区段内客货运列车不同程度取消或晚点。之後陆续恢复运行。截至4月3日下午6時，全部线路已恢复运行。

### 民生設施
台灣電力公司公布此次地震共計造成全台37萬1,557戶停電。台灣電力公司表示其已經在第一時間成立應變中心，立即派員盤點電力系統狀況，地震當下因數座電廠停電導致部分發電機組及高壓線路一度跳脫，雖然整體電力仍可正常運作，但地震仍造成民營國光電廠一部機、和平電廠兩部機、海湖電廠兩部氣渦輪機跳脫，台電部分則是台中電廠8號機、10號機，通霄電廠5號機蒸汽輪機跳脫，減少約320萬瓩的供電能力。因太陽光電發電量充足，故得以穩定電網撐過修復各發電機組空窗期。另外，行政院核能安全委員會表示，震後各核能電廠均皆正常運作。
此次地震造成全台灣總共12萬5,675戶停水。高雄市區於地震後發生水壓瞬降的情況，同日中午已修復並排除此狀況。台南市關廟區中正路與南雄二路路口發生因地震而造成自來水水管破裂。部分地區的天然氣亦因此次地震暫停供應。台北市產業發展局於翌日發布新聞資料指出，有市民在地震後聞到疑似瓦斯漏氣味，經統計接獲通報瓦斯漏氣有19件，其中11件有漏氣、8件無漏氣，當日已陸續修復完成，其中虎林街民宅漏氣案，在4日下午已找到漏氣點先止漏氣後汰換成新管線。
數位發展部經盤點後表示，固網、海纜等台灣主要通訊線路不受影響。國家通訊傳播委員會稱台灣三大電信業者最嚴重時共有172個基地台故障，預計同日內可以修復完成。《自由時報》指出，這次台灣電網確實有轉骨升級，加上調度、儲能、綠能與燃氣機組等多方支應，避免全台電網潰堤陷入大停電惡夢。民主進步黨籍立法委員林俊憲則稱此次地震後，受災區域電力系統仍然正常運作，是因為前瞻基礎建設計畫所維持的基礎建設。
然而天祥一帶因為電力、通訊中斷，這次第一次在災害中嘗試使用低軌衛星來輔助通訊，數位部於3日當天中午出動台灣首輛搭載非同步軌道衛星終端設備的「應變網路行動車」，趕赴花蓮參與救災，並配合搜救行動挺進前進指揮基地，待命建立通訊網路，後續成功接上OneWeb低軌衛星。
原訂4月15日下午復機的和平電廠1號機未如期完成修復，而2號機則進入歲修，台中火力電廠8號機因地震後遺症影響爆發跳機，電力備轉容量率一度掉到2％。當日下午明潭抽蓄電廠的4、5、6號機亦發生故障，並迫使已停機的核二廠兩部緊急汽油發電機被迫上線及已除役的大林電廠5號機恢復運轉。台灣電力公司本備妥台北、基隆限電計畫，預計自當日晚上7時開始，最終在水力發電全開、緊急通知台灣積體電路等企業大戶減少用電下，把電力備轉容量率拉回到6%，以解除電力不足風波。對此，台灣電力公司表示，其透過靈活運用抽蓄水力、時間電價、輔助服務及需量反應等彈性措施，維持穩定供電的韌性。台灣電力公司總經理王耀庭於立法院經濟委員會備詢時表示，為調度電力與民間買電最貴買到每度十二元，進而引發非議。台灣電力公司稱緊急通知台灣積體電路、日月光半導體等企業大戶減少用電以自用發電機救援，台電公司仍會主動詢問電量並於下期電費提供折抵。台灣電力公司發言人蔡志孟在16日上午仍在說供電會議沒有討論分區限電計劃，經濟部部長王美花及台灣電力公司總經理王耀庭於立法院經濟委員會備詢時稱對於限電計畫不知情，遭立法委員張嘉郡出示台灣電力公司內部群組訊息指台北、基隆區域調度中心接獲中央調度中心指示實施輪流分區供電，並同時調出台灣電力公司備轉容量圖與電網大幅降壓反駁經濟部說法。

### 產業損失
地震發生後，花蓮縣政府農業處長陳淑雯表示，收到的回報顯示此次地震損失金額總計已經超過新台幣9千萬元。截至4月5日傍晚，中華民國農業部統計處發布「0403地震農業災情報告」，估計花蓮縣農業產物及民間設施估計損失4,280萬元，最大宗是定置漁網、漁具等漁業設施損失4,179萬元。經農業部農糧署、漁業署及畜牧司彙整各直轄市、縣市政府查報資料，截至7日上午11時，農業產物、民間設施及公共設施估計損失計7,604萬元，其中以花蓮縣損失4,206萬較為嚴重。
地震發生後的當日上午，因部分當地飯店、餐廳無法提供服務，觀光業者表示陸續取消花蓮團行程。韓國亦有部分旅遊業表示接獲到不少出發的訪臺旅行團變更日程或取消諮詢，旅行社業者透過商品變更通知等方式予以應對。花蓮縣旅館商業同業公會理事長張琄菡在當日下午指出，上午地震發生後已出現5成飯店退訂潮，部分飯店當日全額免費退房，未來3天也視交通狀況給客人最大彈性。其中，美侖大飯店副總經理盧伯欣表示，清明連假前兩日的訂房率達九成，因為這次強震影響，大概有八成左右取消訂房，租車業者亦稱此次地震造成退車率高達九成以上。花蓮縣旅館商業同業公會理事長張琄菡指出，若以每房3,500元估算，花蓮地區光是連假3晚訂房就損失高達8,400萬元。翰品酒店於地震後宣布永久歇業，提前啟動改建，中華民國勞動部接獲通報指翰品酒店與花蓮縣政府聯繫，決議解僱全數員工86名。交通部觀光署主任秘書方正光於4月10日接受媒體採訪表示，觀光署長周永暉日前已經召開會議，將從旅宿業、旅行業、旅遊推廣跟國際來台旅客等，研擬從5月起對花蓮觀光產業復甦的方案。台東縣觀光協會理事長李數奼、宜蘭縣觀光協會理事長王文新皆表示，受到此次地震及餘震連帶影響，取消5、6月的訂房和行程，暑假檔期亦出現退訂情況。在行政院於5月2日通過的「0403震災復原重建方案」中，振興觀光部分提供自由行、團客補助納入台東至振興補助地區，引起花蓮業者的不滿，指出該方案會使遊客全往台東跑，無助於花蓮的旅遊觀光振興。觀光振興在東臺灣獨缺宜蘭縣，中華民國民宿協會全國聯合會副總會長陳勝樂稱將啟動關懷之旅且各縣市業者報名踴躍，透過同業帶頭示範以實際行動表達對花蓮的慰問。
台灣積體電路、鴻海科技集團、群創光電等企業在地震發生後部分預防性停機。其中，台灣積體電路在3日晚間表示晶圓設備廠10小時內復原率逾70%，主要機台和EUV沒有損傷。法人指出，台灣積體電路的影響工作時數約在6個小時以內，對台灣積體電路第二季財務預測影響約6,000萬美金，毛利影響低於0.5個百分點，影響有限。研調機構集邦則指出，由於目前成熟製程廠區產能利用率平均皆在50~80%，故損失大多可在復工後迅速將產能補齊，產能損耗算是影響輕微。台灣積體電路於4月18日發布公告表示，初步估計將於第2季認列扣除保險理賠後的相關地震損失約新台幣30億元。三星电子和LG电子在台湾仅设有销售法人，并未建有生产线，因此在此次地震未受到明显影响。韓國媒體《NEWSIS》發表「半導體價格上調等風波預告」報導稱台灣半導體生產中斷恐導致半導體供應暫時延遲，價格上漲不可避免，三星與SK海力士的價格是隨著供需狀況波動，可能因此得益。

## 救援情況

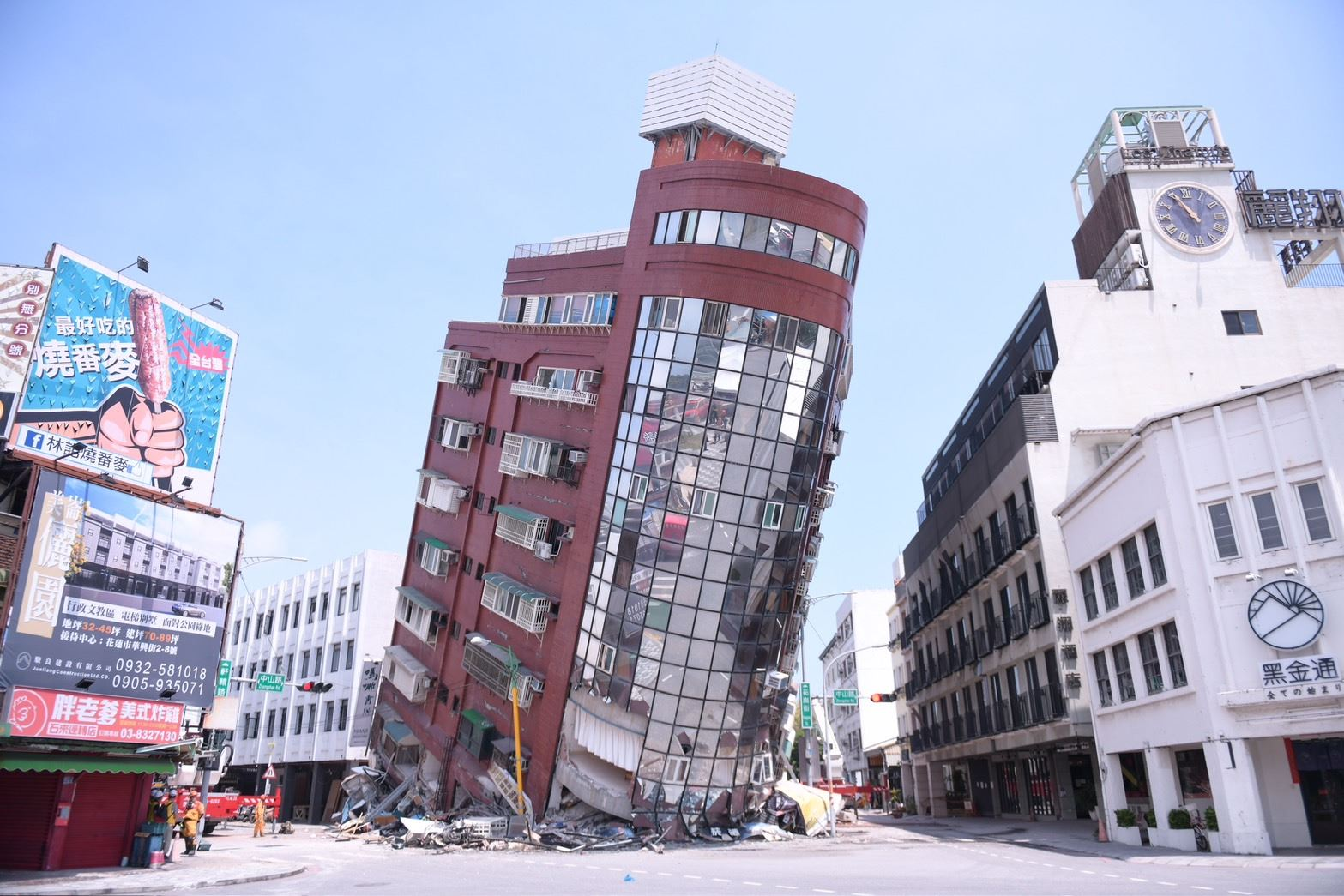
傾斜的天王星住商混合大樓

地震發生後，中華民國內政部隨即成立中央災害應變中心，由內政部部長林右昌擔任指揮官，總統蔡英文及行政院長陳建仁均至中心督導指揮救災。陸軍花東防衛指揮部於地震發生後，在東大門廣場成立前進指揮所，並派遣37員兵力及車輛，前往統帥大廈、東大門廣場及軒轅路等3處，配合警、消單位，搶救地震受困待援民眾及傷患運送，下轄營區待命兵力計1千餘人。中央災害應變中心代理副指揮官副署長馮俊益在10日下午召開第21次工作會報，宣布地震應變工作已由緊急應變進入復原重建階段，中央災害應變中心於當日晚間6時解除開設。
花蓮縣政府以一級開設地方應變中心，同時宣布在花蓮縣內多個地點設立民眾避難收容所，包括知卡宣親水公園、四八高地、中正體育館旁、美崙田徑場、德興運動場、大本公園、中華國小活動中心，并宣布4月3日停班停課。花蓮縣姊妹市堤川市表示，一旦掌握當地需要的救助物品要求，將立即進行支援，並指出「雖然很難派遣人力，但正在考慮爲災民提供礦泉水、毛毯、急救藥品等生活必需品。」。佛教慈濟醫療財團法人花蓮慈濟醫院在地震發生後隨即啟動大量傷患機制，同時召回168名醫護人員協助災後救治。衛生福利部次長王必勝表示，衛生福利部已和花蓮縣衛生局聯繫，花蓮縣衛生局回覆當地包括慈濟、門諾、國軍花蓮總醫院等醫院皆已啟動大量傷患機制。
花蓮縣秀林鄉太魯閣國家公園區域內的中橫公路183.2公里處一名余姓女子維護邊坡工程人員被落石砸中身亡；181.5K處駕駛吉普車的張姓男子遭落石砸到殞命；4月4日受困於九曲洞路段的太魯閣晶英酒店有4輛小巴士、共40多名失聯員工（其中3名員工自行徒步到飯店報平安）獲救，其中1名17歲黃姓實習生被落石砸中雙腳開放性骨折，送醫後陷入昏迷以葉克膜持續治療，4月25日因傷勢過重導致器官衰竭而宣告不治身亡。得卡倫步道300公尺處有7位登山客受困、3位女性登山客被落石砸中身亡；小錐麓步道一名連姓男子遭落石活埋身亡。砂卡礑步道於4月5日0.5公里處落石內發現1男1女遺體（但暫時無法移出）；4月6日在前日砂卡礑步道發現遺體附近尋獲胡姓女子遺體；4月7日一度行蹤不明的一對持有澳洲護照新加坡夫妻最終確定於地震前搭乘巴士在砂卡礑站下車後下落不明；4月10日中午先成功移出4月5日發現的1男1女遺體，隨後在附近陸續尋獲1男2女遺體，4月12日DNA檢體鑑定確認為游家五口。3月底就與親友失聯的德國籍教授，經警方調閱手機訊號，發現其至4月3日上午地震前都在天祥地區，但至今下落不明。
蘇花公路經過大清水隧道外的一名聯結車司機在北端158公里處遭到落石擊中身亡，另有許多輛貨車遭落石砸毀；匯德休憩區停車場內一輛轎車遭落石砸中，車內一名男子當場死亡。欣欣水泥和仁礦區一名李姓男子遭落石擊中身亡；4月13日在崩塌的中和礦區尋獲蕭姓司機遺體。
位於花蓮市軒轅路2號，樓齡38年的天王星大樓呈現嚴重傾斜。當時一名康姓住戶原先於主震發生時逃出後返回大樓欲救出自己的寵物貓，然而大樓卻旋即於餘震發生瞬間嚴重坍塌，因而受困其中。警消在當日下午2時發現身影，但搜救後無生命跡象，經確認已死亡。

## 究責檢討

### 誤報停班停課
地震發生後，ETtoday新聞雲、中央社等媒體報導新北市政府宣布當日停止上班上課。新北市政府指該消息是不實訊息，當日是正常上班上課，並下令警方介入調查釐清。中國國民黨籍立法委員王鴻薇批評中央社跟進搶快，未查證批踢踢實業坊上網友的造謠，誤導視聽也未道歉。隨後，經濟日報、中央社等媒體在Facebook上發布更正訊息及道歉聲明。民主進步黨籍新北市議員戴瑋姍表示，假消息疑似是因為新北市政府網站未維護更新、誤導社會大眾所致，認為新北市政府防災網站資訊要加油。

### 新北市提報中央劃定震災區範圍
新北市政府工務局長祝惠美分別於4月10日及4月29日行文內政部爭取將新北市劃定為災區，該市提報土城等9行政區災區，房損不堪居住共325戶。民主進步黨籍新北市議員林銘仁在進行第二、第三審查會業務質詢時，對此批評祝惠美「搞不清楚狀況公然說謊，並說明進度是新北市表示要盤點受災戶數字，目前公文仍在副市長那邊。」祝惠美無奈表示，從未批評中央拖延，對於民代的質疑感到啞然。內政部消防署則稱新北市若依震災災區劃定作業原則申請，將會有部分民眾無法符合申請條件，為了讓所有實際受災的災戶都能納入災區範圍符合申請資格，內政部立即修正申請原則放寬申請條件，經行政院同意後，內政部在23日當天函發各縣、市政府重新調查災區劃定情形，並表示過程中新北市消防局及內政部均有密集的討論，收到新北市的公文後便函轉行政院核定，將新北市325戶受災戶列入災區，無延誤核定新北市災區劃定作業時程的情形。行政院最終在5月3日核定新北市為震災區。

### 天王星大樓倒塌
在花蓮市軒轅路、中山路口的天王星大樓於此次地震發生整棟向中山路與重慶路口倒塌傾斜，臺灣花蓮地方檢察署在震後會同台灣土木技師公會及現場特搜隊員進入建築取證以釐清是否有人為疏失。勘查現場後，台灣省土木技師公會花蓮處長林志誠接受媒體聯訪表示，已檢查大樓各種施工、設計情況，發現天王星大樓的正面缺乏柱子支撐，是典型的軟腳建築，此類建築在花蓮很常見，但多是40年前的老建築。
天王星大樓被特搜人員救出的22人以及其他住戶，除了暫時住親友家的之外，都安置在花蓮縣花蓮市中華國民小學設立的臨時收容中心。天王星大樓前任管委會主委王貞云接受媒體採訪表示，在2018年花蓮地震後，有請日本結構技師勘查後說結構没問題，後來經過修繕，恢復正常使用，並表示這棟樓拆除後，希望政府協助重建。此次天王星大樓不開放住戶返家取物，大樓內部民眾物品，由花蓮縣警察局分別在天王星大樓旁中山路東側及花蓮市國福土資場，設置2處「拾得物收集站」招領。
天王星大樓的拆除自5日開始進行，操作機具的工班來自宜蘭縣，但因蘇花公路中斷，只能從西部接南迴公路，繞行整個台灣到花蓮，整個拆除工作約計2個星期。在拆除作業進行的途中，一度因為餘震跟支撐問題暫停拆除作業，於支撐鋼梁增加到6根後再次復工進行拆除。
有愛貓人士在天王星大樓拆除期間，以大量電話致電花蓮縣政府及當地里長，要求暫停拆除工程先救貓，甚有愛貓人士至現場干擾拆除工程一度發生衝突，而天王星大樓主委激動到撞地吐血。內政部國土署長吳欣修當日在行政院會後記者會表示，天王星大樓依法必須拆除，民眾如需進入取回財物或是貓，指揮官會判斷情況後暫停拆除作業一段時間，待民眾取回後再繼續。
天王星大樓在拆除過程中，其構造的水泥塊砸毀旁邊的百年日式建築，花蓮縣政府對此表示該房屋可比照地震相關補助方案。天王星大樓的多數住戶希望建築能原地重建，但房產業者指出，近幾年造價上漲，該大樓災後重建時勢必會面臨營造費用負擔問題。臺灣花蓮地方檢察署於拆除期間有再次進入該建築1至3樓進行蒐證採樣。天王星大樓在4月17日完成拆除，其周遭交通管制則在19日解除。

### 校舍起火
此次地震後，國立東華大學理工一館發生實驗室起火事件，火勢持續了22個小時，直到4日上午火勢才被撲滅，東華大學化學系與電機系主任表示，設備損失初估3億到4億，另外還有12名老師的實驗室全毀。東華大學校長徐輝明表示，全重建初估要花20億元。其中近11億元預算用於新建化學館以取代遭燒毀之原理工一館D棟。中華民國教育部部長潘文忠視察現場後，表示教育部及東華大學協調先由鄰近大學協力支援教學實驗，並由教育部補助經費協助學校重建實驗室、教室及所需設備，恢復教學功能，維護師生權益。中華民國經濟部部長王美花則表示，若涉及民間廠商協調等，經濟部會全力支援教育部。國立陽明交通大學土木工程學系副教授、台灣防災產業協會監事單信瑜表示，「要追究的是學校環境保護暨職業安全衛生中心的人是否在現場？是否提供各實驗室各種化學物質、毒物的品項和數量給消防人員？」，東華大學回應這起事故屬於複合式災難，學校很接近震央，這種災難很少見，可說是全台唯一案例。
國立東華大學在事件發生後成立重建捐款專戶提供外界捐款，並組成地震災害捐款管理及監督委員會以全數捐款明細及用途。災後3個月東華大學募得新台幣1億6千萬餘元，教育部政務次長劉孟奇於立法院教育及文化委員會接受質詢時表示，國立東華大學約18.3億的地震災損預計透過教育部公務預算、災害準備金等支應並分三年到位。

### 未收到地震速報

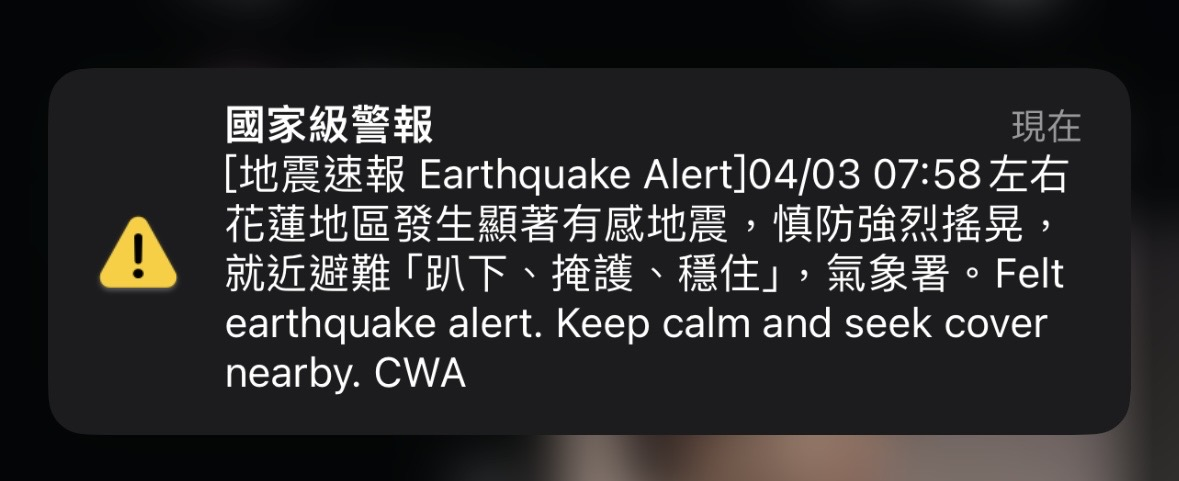
交通部中央氣象署於此次地震透過災防告警細胞廣播訊息系統傳送到手機的地震速報

交通部中央氣象署於4月3日上午07時58分18秒透過災防告警細胞廣播訊息系統針對宜蘭縣、彰化縣、南投縣、花蓮縣發布地震速報，隨後於58分24秒將範圍擴大至新竹縣、苗栗縣、雲林縣、嘉義縣、臺東縣、嘉義市、臺中市、臺南市。中國國民黨立法院黨團對此召開記者會質疑只有少數人接到國家級警報，而在2024年大選前中國大陸發射民用衛星，國家級警報卻狂響，如今發生地震，國家級警報卻消音，要求中央政府必須重新調整國家級警報系統，讓民眾受到重大天災時，能夠及時收到示警。
交通部中央氣象署稱，本次警報第一報預估規模僅6.2、第二報預估規模6.8，低於後續正式測報之7.2，造成台北市、新北市、基隆市、桃園市、高雄市、屏東縣等地區預估震度偏低。預警系統在本次地震預估部分地區震度僅達到3級，因此未發送國家級警報。交通部中央氣象署地震測報中心進一步稱，未來將提精進方式，除縮短測報時效，同時強化預估震度精確性，以便適時提供強震即時警報。
中國國民黨籍立法委員賴士葆亦在其Facebook發文質疑，無法解釋其辦公室中，為何特定電信用戶有收到警報，有些電信用戶卻沒有。中央氣象署地震測報中心主任吳健富稱，不少民眾沒收到國家級警報通知的問題還在調查當中，「我們有同仁有收到 ，有人沒有收到，我本身個人是沒有收到，但我是從其他APP有收到，我的電腦螢幕上面也是有國家級警報的通知，還在查原因為何有人有收到，而有人沒收到。」國家通訊傳播委員會副主委暨發言人翁柏宗告訴中央社記者，經了解相關狀況，台灣大哥大為了增強網路韌性，有在內部測試透過衛星後傳電路的傳輸實驗，因此在當日造成在花蓮、台北市電信大樓、高雄路竹3個基地台站點都有發出國家級警報，已請業者進行軟體改善。
交通部中央氣象署在2024年9月30日推出災防告警細胞廣播訊息系統新制，內容如下 ：預估規模6.5以上且所在地震度3級以上 就會發送警報。首次使用上這新制是 2025年嘉義地震。

### 危樓及全國樓檢
內政部國土管理署表示地震發生後已經有430棟房屋需要勘災，其中有18件確認是紅單。臺北市建築管理工程處表示此次地震後，台北市新增三件紅單建築，以及八件黃單建築，而此結果遭立法委員要求推動都市更新。桃園市政府社會住宅「中壢一號」在此次地震後發生大樓外牆梁柱、磁磚崩裂、地下室出現龜裂，桃園市議員彭俊豪在桃園市議會質詢要求市府住宅發展處全面檢視結構安全，桃園市政府住宅發展處長邱英哲則稱該建築初判均非結構性損壞，但仍會找專業技師再進一步勘查。中央研究院地球科學研究所副研究員黃信樺接受中央社採訪時表示，地震造成房屋傾斜的原因，包含地震本身震動的方向、建築物結構及是否與土壤液化有關。
是次地震不只造成天王星大樓倒塌，位在花蓮市的花蓮女中綜合大樓、北濱街「花一邨」跟博愛街52號等三座建築在天王星大樓拆除完工後亦開始進行拆除，北濱街2號大樓及明禮路統帥大樓受損嚴重，花蓮縣政府建設處長鄧子榆於4月16日委請結構技師做最後拆除評估，馥邑京華大樓、山海觀大樓亦被列為危樓之一，國家地震工程研究中心於4月11日與受災戶說明，進行耐震補強工程就能繼續住。包含於主震受損嚴重的統帥大樓在內，花蓮富凱大飯店和自強路365巷內的2層建築於4月23日兩次規模6級或以上的餘震後發生傾斜導致需要拆除。其中，花蓮富凱大飯店非屬列管範圍的危樓建築但仍在此次地震的餘震中倒塌，位在中正路上的上毅大鎮大廈亦非屬列管範圍的建築，其牆面磁磚有好幾處剝落，一樓亦被拉起封鎖線。花蓮縣議員胡仁順對此表示，花蓮市還是有非常多原本結構受損，但是屋主沒有通報的案件存在，花蓮縣政府應主動介入清查。花蓮縣政府建設處長鄧子榆則回應稱法律上沒有強制規定通報做緊急評估，而是讓屋主自行通報。
截至5月2日，內政部國土管理署勘查花蓮建築物總數逾566件，確認紅單72件、黃單67件，無須張貼危險標誌427件，已拆除11件、3件拆除中。

## 各界反應

### 政府與民間反應
中華民國衛生福利部成立賑災專戶，可透過金融機構、郵政劃撥或四大超商捐款，並於4月30日宣布震災受災民眾可免繳4月至9月共6個月的國民年金保險費，由政府補助每人新台幣7116元。
總統蔡英文、副總統暨候任總統賴清德、行政院院長陳建仁、行政院副院長鄭文燦、立法院院長韓國瑜、候任副總統蕭美琴以個人名義捐款，民进党立法院黨團、國民黨立法院黨團及民眾黨立法院黨團以黨團名義捐款。中國國民黨主席朱立倫表示其代表中國國民黨捐款新臺幣1百萬元。前總統陳水扁透過其所創辦的「財團法人凱達格蘭基金會」，捐款10萬元到衛生福利部花蓮賑災專戶。
陳建仁內閣在震後第一時間指示行政院主計總處撥款3億元作為災害緊急用途。花蓮縣政府截至5日凌晨統計，僅224萬1105元捐款確定入帳，花蓮縣府秘書長饒忠在災後說明會稱「很少人捐善款給我們，所以我們花蓮縣政府現在可用的資源真的很少」引起災民不滿。財團法人賑災基金會截至4月21日上午8時統計，收到款項合計11億2810萬7769元。賑災基金會董事長張景森於19日率團至花蓮縣政府，針對震災後重建及補助事項與縣府進行討論，花蓮縣政府提出對於此次地震死者比照空難每名發1千萬慰問金，再次引發批評。賑災基金會在會後公告此次地震罹難者與失蹤者的補助費用為每名60萬，並未採納花蓮縣政府的提議。此外，交通部投入30億元以提振花蓮觀光產業及復原鐵路及公路，行政院亦提供受災企業專案融資共200億元。
總部位在花蓮的慈濟基金會在震後即成立防災協調中心，啟動防災機制，當日應花蓮縣政府社會處請求支援生活物資，基金會創辦人證嚴法師亦到災害現場關懷受災戶。台灣世界展望會在地震發生後前往災區協助兒童身心輔導，其會長李紹齡表示，展望會現階段除了協助弱勢受災家庭進行家戶災況評估、修繕住屋，也將提供弱勢受災家庭生活扶助、民生物資及災損修繕，持續關懷災後居民與兒童心情。台積電慈善基金會董事長張淑芬亦於4月9日抵達花蓮關懷受災戶，並表示台積電慈善基金會進駐花蓮市清潔隊2樓受理災民的需求。慈濟基金會執行長顏博文於5月3日發布公開信指出慈濟基金會在震災後4-6小時即開設避難收容所、送出當天的600個中餐便當給災民及警消救難，並在24小時內啟動應急金發放，應急金發放持續逾半個月共有超過1500戶家庭受惠、供應超過6,200份熱食。台塑企業暨王長庚公益信託指出，其贊助台灣食物銀行聯合會建置的食物銀行共享園區，在此次地震亦發揮了備災的功能，及時將各項物資提供給有需要的受災民眾。
鴻海科技集團、永齡基金會創辦人郭台銘、宏碁公司、廣達電腦、台新金融控股、國泰金、中信金及富邦金等公司企業相繼宣布將捐款賑災。財政部宣布率臺灣金控等共12家公股事業聯合捐助。截至4月5日，全台灣金融機構與企業捐款已突破新台幣4.99億元，將全數捐入花蓮縣社會救助金專戶，以提供後續花蓮地區賑災及重建相關事宜。台北101則在當日晚間亮燈，悼念地震罹難者。
財政部在震後責成稅捐稽徵機關主動協助及輔導受災納稅義務人申報各項稅捐減免，提供減免稅目包含綜合所得稅、營利事業所得稅、營業稅、娛樂稅、貨物稅、菸酒稅、房屋稅、地價稅、使用牌照稅。財政部北區國稅局表示，各地區國稅局為協助遭受不可抗力災害的受災民眾快速取得稽徵機關核發的災害損失證明，共同修訂調高個人災害損失書面審核金額，由15萬元調高為30萬元，申請災害損失的受理期間，統一延長為3個月。宜蘭縣政府財政稅務局表示基於觀光旅宿業受此地震影響造成業績比疫情時還慘，同意讓業者申請分期繳納房屋稅，可視繳稅額度多寡，繳稅500萬元以上業者最長可分成36期每月繳交，3年內繳納完畢。

### 國際反應

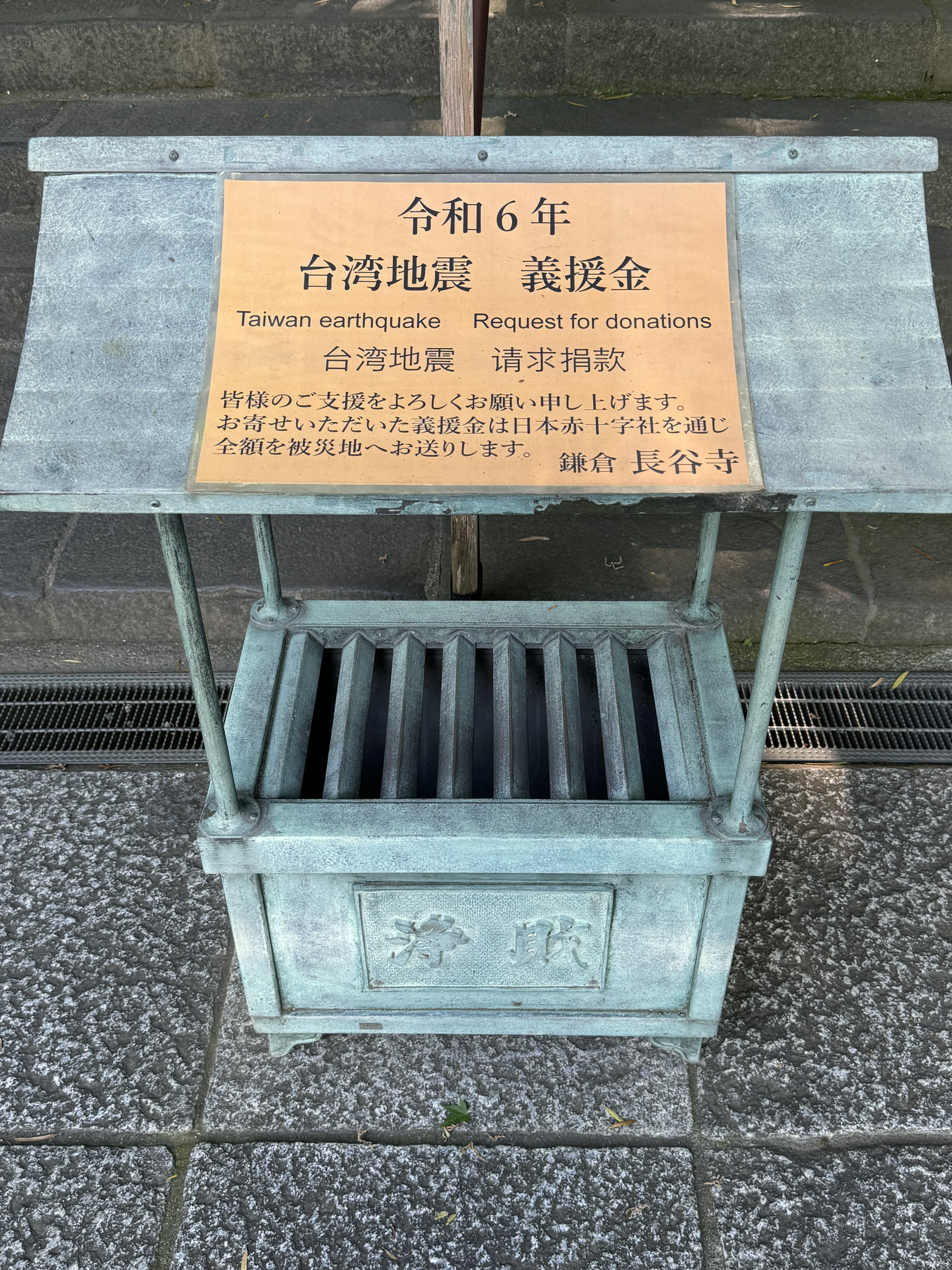
日本镰仓市長谷寺为花莲地震设立的捐款箱

中華民國總統府表示超過100個國家或地區對台灣此次地震表示慰問，對此表達誠摯感謝。中華民國外交部指出，多名駐台代表對台灣相關單位及搜救人員的積極協助，表示誠摯感謝。多個國家與地區表示願意提供救災援助，惟臺灣政府考量太魯閣地形惡劣，現行無人機設備均沒辦法運作成功，僅接受土耳其特搜隊的協助，而土耳其特搜隊在6日下午6時抵達桃園國際機場。
| 國家或組織     | 反應 |
| -------------- | --- |
| 日本           | 首相岸田文雄透過社群平台X表達關切與慰問，並表示日本願協助台灣任何必要的支援。日本各界亦發起為台灣賑災的募款活動。4月5日，日本外務省捐贈100萬美元協助台灣震災重建。 |
| 美國           | 美国在台协会给所有在台的美国公民发布了地震警报消息，请他们与家人报平安，若需紧急援助务必求助；國家安全會議發言人华森也透過白宮發布聲明稿表示，正密切關注台灣地震的報導，及這起地震對日本可能的影響，美國已經準備好提供任何必要協助，同時為所有受影響的人禱告。 |
| 加拿大         | 總理杜魯道於記者會上表示，強震消息「令人震驚」，加拿大已準備好提供援助，並已聯繫台灣官員，同時將確保受到影響的加拿大公民能獲得所需的支持。 |
| 韓國           | 外交部發言人任洙奭（“奭”注音為ㄕˋ）表示滯留在發生地震的花蓮地區的韓國國民約有50人，受困的6名韓國人已轉移至安全地區繼續行程，發言人任洙奭同時於記者會上向台灣地震的遇難者表示哀悼，並向遺屬和受傷人員表示慰問，亦表示對於地震造成眾多人員傷亡和財產損失感到心痛。任洙奭指出，衷心希望台灣人民盡快克服地震帶來的痛苦和困難，韓國政府願意向災區提供必要援助，支援救災和災後恢復工作。 4月11日，外交部發布新聞稿宣布，韓國政府決定向臺灣提供50萬美元的人道主義援助，以幫助應對4月3日臺灣東部發生的地震造成的災害。並表示，韓國政府希望對臺灣的人道主義援助能支援受影響地區的恢復，並幫助這些地區的居民迅速恢復日常生活。 大韓藥師會會長崔光勳透過特別助理段溫華向中華民國藥師公會全國聯合會理事長黃金舜、亞洲藥學會理事長王文博表達對台灣的哀悼和慰問。 |
| 泰國           | 總理塔維辛於其X帳號向地震罹難者的家屬以及受到地震影響的民眾，致上他最深的哀悼之意，泰國準備好提供任何與救災和救難相關的協助工作。並表示，目前沒有接獲泰國人在地震中受傷的訊息，已指示外交部和貿易經濟辦事處密切注意狀況，並和台灣主管機關合作，以便照顧泰國人。4月12日，泰國政府捐贈新台幣100萬元協助花蓮震災重建。 |
| 馬來西亞       | 外交部发布公告称暂无马来西亚人受地震影响，提醒大马人应保持警惕并遵循地方当局提供的最新指示。同时向地震遇难者和家庭致以最深切的慰问。 |
| 歐盟           | 歐洲理事會主席米歇爾於其X帳號向所有受到台灣地震波及的人們致意與致哀，歐盟已準備好向台灣提供任何必需的援助。 |
| 英國           | 外交大臣於其X帳號表達對台灣民眾的關懷，特別是對那些痛失至親至愛的民眾。並表示，英國已經準備好盡己所能提供支援。 |
| 法國           | 外交部發布新聞稿向罹難者家屬表示哀悼，並表示會給予支援。 |
| 捷克           | 外交部於其X帳號向所有罹難者家屬和親人表達誠摯的慰問，捷克隨時準備提供援助；總理費亞拉亦於其X帳號發文，向罹難者家屬和親人表達誠摯的慰問，並祝福所有受這場災難影響的人都能獲得更多的力量；參議院議長韋德齊亦發布推文，「當我看到台灣地震的災情時，我想著所有逝去的生命，並表示遺憾、聲援和支持，我祝福所有傷者和全台灣人民早日復原」。 |
| 立陶宛         | 外交部於其X帳號以外长藍斯柏吉斯的名義向受地震影響的台灣人誠摯慰問，並祝福傷者盡快康復。另外，國會友台小組主席马尔代基斯發佈的帖子中提及他「心愛的台灣」發生駭人事件。 |
| 澳洲           | 外交部長黃英賢在X向受地震影響的台灣人表示關切和慰問，並表示駐台北及東京的澳洲外交部官員將和當局合作。 |
| 紐西蘭         | 外交部長彼特斯在X對受地震影響的台灣人表示關切和慰問。 |
| 印度           | 總理莫迪在X發文表示：“對台灣地震造成的人員傷亡深感悲痛，向遇難者家屬表示衷心慰問，並祝願傷者早日康復。我們與堅韌不拔的台灣人民站在一起，幫助他們渡過難關，從地震中恢復過來。” |
| 菲律賓         | 總統小馬科斯在X向台灣人民致以慰問，並表示移民工人部正在努力確保159,480名在臺菲律賓人的安全，隨時準備以任何可能的方式幫助和支持在台灣的菲律賓同胞。 |
| 科索沃         | 總統奧斯曼尼在地震後於X表示對失去親人的家屬表示哀悼，並祝福傷者早日康復。 |
| 中華人民共和國 | 中共中央台湾工作办公室發言人朱凤莲表示大陸方面高度關切及慰問、願提供救災協助；對此陸委會回應感謝關切，這次地震沒有協助救災的需求。後來朱鳳蓮又表示「愿意向花莲县受灾同胞灾后安置等提供援助」。4月4日，中國常駐聯合國代表團副代表耿爽於聯合國安理會表示：「剛才有代表在發言中提到中國台灣地區發生的強烈地震，中國大陸方面對此次地震造成的傷害高度關切，已經向受災的台灣同胞表達了誠摯的慰問，並願提供協助。我們感謝國際社會表達的同情與關心。」中華民國外交部譴責耿爽“替台灣感謝國際社會”，稱其是“政治算計、在國際上進行認知作戰”。4月10日，中共中央總書記習近平會見馬英九並表示：「4月3日，花莲县海域发生7.3级地震，造成人员伤亡、财产损失，我对遇难同胞表示哀悼，对灾区民众表示慰问。」中国红十字会於4月28日宣布向灾区捐贈100套組合屋。            |
| 玻利维亚       | 外交部发表声明说，“在台湾外海发生强烈地震造成人员和财产损失之际，玻利维亚与中华人民共和国站在一起。”吴钊燮星期六在X發文，“你们不应该成为邪恶的、扩张主义的中华人民共和国的可悲傀儡，中国让你跳你就跳。” 他还写道：“就像台湾一样，玻利维亚也不是共产党中国的一部分。”中华民国外交部也对玻利维亚政府的做法表示了谴责，并表示“外交部表达强烈不满，并严正抗议玻国政府扈从中国威权政府在国际间散播贬低我国主权的不实言论。” |
| 教廷           | 教宗方濟各為台灣地震造成的人命喪亡和損失「深感悲痛」。在一封由聖座國務卿署名、寄給台灣地區主教團主席李克勉主教的唁電中，方济各「向所有在這場災難中受到打擊的人，保證他的團結一心，以及在精神上的關懷」，教宗在唁電中「為亡者、傷者和所有流離失所者祈禱」，同時也「為努力投入搶救工作的救難人員祈禱」。教宗最後懇求天主向所有人廣施「安慰與力量」。 |

## 爭議
- 中國國民黨籍花蓮縣立法委員傅崐萁於4月5日在Facebook上貼出自家災情狀況，屋中物品散落一地，他只好與妻子花蓮縣長徐榛蔚外宿[413]。影片釋出後因为家中各式各樣的禮盒、酒遭大批網友批評其「收禮收到手軟」、「都是民脂民膏」等[414]，隨後傅崐萁將影片移除，並於6日接受媒體訪問時表示「自古以來大災大難，我們要惜福，才能息災，造任何口業，都會禍延子孫。」[415]
- 新北市議會民主進步黨黨團總召張維倩等28位議員於4月5日宣布每人捐出薪資2000元，共5.6萬元[416]。台灣民眾黨立法委員張啓楷國會辦公室主任王如意則以金門縣議會全體職員捐一日薪資所得等進行對比，稱「5.6萬元的金額真的是太離譜了！」其發言其後廣受公眾質疑為道德勒索[417][418]，更有網民引用其黨主席柯文哲過往於臺北市長任內之言論批評：「最討厭遇到地震等災難就要捐一個月的薪水，『我又沒貪污，我怎麼（有）那麼多錢？』」。[419]張啓楷本人稱「在這救災節骨眼，每個人捐多少，都是一份心意；沒有多少的問題，不管物質、精神，咱台灣人大家一心。」[420]
- 東森新聞於4月23日以獨家報導稱「米崙斷層曾於1920年發生規模8.0強震，可能最高來到規模8.7」[421][422]，遭報導引述的學者馬國鳳反駁該篇報導，指該篇報導錯誤引用其在去年的說法[423]，並拼湊米崙斷層曾於1920年發生規模8.0強震，但是她當時說的是1920年發生的琉球海溝地震，跟米崙斷層無關[424]。
- 嘉義縣議員吳思蓉指出嘉義縣溪口鄉有1名校長於地震期間未到校指揮而是去菜市場買蛋[425]，該校長的行為遭家長到校門口拉白布條抗議[426]。對此，該校長發布聲明指蛋行老闆是學校顧問，平日都是利用上班入校前順道買蛋，並向蛋行報告學校概況，或邀請顧問參加學校活動[427]。
- 前央視記者王志安在地震後上午在X（推特）發文「台灣地震看起來挺嚴重的，要不是民進黨政府對我刻意打壓，我這會兒應該已經在飛趕台灣的途中了。殘念」。[428]被網民批評「這也要吃一口台灣的人血饅頭」[429]、「在災難面前還要蹭，真不是人」[430]。
- 民進黨立法院黨團總召柯建銘脫口稱4月3日花蓮大地震是“老天有眼”，此番言論被批失言[431]。花蓮縣政府對此強烈譴責，柯建銘隨後表示鄭重道歉[432]。

## 災後處置

### 外籍罹難者搜救
澳大利亞籍新加坡遊客夫妻的家屬透過花蓮地方檢察署向法院聲請死亡宣告，於2024年11月獲准並在隔月開立證明書。隔年1月11日，有農民在河谷發現疑似人骨，24日警方確定人骨是失蹤的新加坡男子。

### 賑災捐款使用
花蓮縣政府斥資6500萬元，採購13萬組緊急避難包及救難包分送家戶使用。花蓮縣政府在此次地震後募得善款約7.9億元，但仍有4.2億元未能被運用，花蓮縣政府善款委員會稱「考慮到將來的天災」遭受災戶質疑並強調其發言違背捐款人捐助對象。對此，花蓮縣府社會處長陳加富稱閒置善款是「錯誤訊息」，皆有與受災戶溝通與提案，其他陳情事項尚待中央業務單位正式回覆，較複雜的案件就會由相關局處受理，協助文書處理後，再做成提案送善款委員會審議。

### 危樓改建及中繼屋
此次地震後，花蓮建築物總數確認紅單90件、黃單92件，總共182件，其中17件評估後有立即性危險已經完成拆除。花蓮縣政府與慈濟基金會在信義國小後方興建地上五層的集合式住宅，初步規劃套房和兩房共144戶，並預計在2025年10月驗收，並在2026年完工。花蓮縣政府召開震後週年報告，指出捐款總額7.9億元中，完成震災計畫執行的有978萬元，執行中的部分則有4億元，包括一般住宅修繕救助金1.5億元，和危險建物拆除補助2.6億元。內政部國土署稱對受災戶的租屋補助核撥達1.08億餘元，完成60件租屋媒合及短期安置旅宿103戶入住，並表示會在兼顧公平性與實際需求的原則下，研議提高補助可行性；花蓮縣政府善款委員會則表示因耐震補強未完成，決議將補助申請延至2027年3月31日。

## 外部連結
- 花蓮縣政府花蓮0403地震資訊專區
- 台灣中央通訊社403花蓮地震新聞專題
- 嚴文廷; 柯皓翔; 許詩愷. . 報導者. 2024-04-03  [2024-04-05]. （原始内容存档于2024-04-05）.